# Chapelle Saint-Gunthiern de Locoyarn
La chapelle Saint-Gunthiern est située au lieu-dit "Locoyarn" sur la commune d'Hennebont dans le Morbihan.

## Historique
La chapelle Saint-Gunthiern se situe à-côté d'un château du XIIe siècle, propriété de la même famille depuis le XVIIIe siècle (Roger, Decq, Hillion, Jaffré)[réf. souhaitée],,.

La découverte d'une monnaie du Bas-Empire dans une sépulture située à l'intérieur de la chapelle atteste d'une occupation ancienne du site.
Daté des IXe et Xe siècles pour ses parties les plus anciennes, l'édifice est fortement remanié dans le courant du XVIIe siècle.
Dans les années 1950, Roger Gand remarquait que la chapelle menaçait ruine. Le toit a été refait en 1975 par les propriétaires, sauvant l’édifice qui mériterait une réfection plus approfondie.
La chapelle fait l'objet d’un classement au titre des monuments historiques depuis le 15 mars 1993,.

## Architecture
Le modeste édifice ne porte aujourd’hui pas de clocher.  
Il est composé d'une nef flanquée de bas-côtés et d'un chœur à chevet plat, sans transept. 
Édifié aux IXe et Xe siècles, il présente une élévation typiquement romane : bas-côtés surplombés par les rangées de petites fenêtres de plein cintre de la nef, façade ouest en trois parties séparées par deux contreforts plats. Cette dernière a été fortement remaniée au XVIIe siècle, tout comme le chœur à chevet plat. Une plaque apposée sur le mur sud du chevet porte la date de 1652. 
La nef de quatre travées, couverte de charpente, ouvre sur d'étroits bas-côtés par des arcs de plein cintre à simple rouleau retombant sur des piles carrées ou rectangulaires à pseudo-chapiteaux. Elle est séparée du chœur par un arc diaphragme à double rouleaux porté par des colonnes engagées à chapiteaux sculptés.
Le chœur, qui dévie vers le sud, est éclairé par deux grandes baies percées à l'époque moderne.
La chapelle présente des similitudes avec la proche église Saint-Gilles d'Hennebont par la forme des fenêtres hautes, percées dans l'axe des arcades et très ébrasés, et par les matériaux de construction (granit rose et grès jaune).
Les chapiteaux, pseudo-chapiteaux, tailloirs et bases sont sculptés de motifs géométriques (crossettes, losanges, entrelacs, chevrons, frettes, torsades…) et d'animaux (dragon ou griffon, quadrupèdes affrontés, tête de bélier). On trouve aussi un orant et une croix pattée gravés sur deux claveaux à l'extrados de l'arc diaphragme.
On note deux graphitis gravés sur le quatrième piler sud (cruciifixion, personnage) qui pourraient dater de l'époque romane.